# Ennearthron reitteri
Ennearthron reitteri is een keversoort uit de familie houtzwamkevers (Ciidae). De wetenschappelijke naam van de soort werd in 1882 gepubliceerd door Karl Ludwig Flach.